# OxygenOS
OxygenOS (tiếng Trung: 氧OS) là một phiên bản tùy chỉnh của hệ điều hành Android được phát triển bới hãng sản xuất điện thoại thông minh của Trung Quốc OnePlus cho thị trường nước ngoài. Cũng có một phiên bản khác của HĐH được thiết kế dành riêng cho thị trường nội địa Trung Quốc gọi là HydrogenOS (tiếng Trung: 氢OS).

## Tính năng

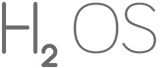
Logo of HydrogenOS

Phiên bản 1.0 dựa trên Android 5.0.1 và chỉ khả dụng cho OnePlus One qua ZIP có thể flash được cung cấp qua trang web OnePlus.
Notable features of version 2.0 and 2.1.1 include app permissions, Waves MaxxAudio, SwiftKey keyboard, off-screen gestures, custom icons, dark mode, manual camera mode, and RAW support for 3rd party apps, like Camera FV-5 2.75.
Vào ngày 31 tháng 12 năm 2016, OnePlus đã phát hành OxygenOS 4.0.0 dựa trên Android Nougat và bao gồm các tính năng của nó và một số sửa đổi khác cho công chúng thông qua tải xuống OTA.
Vào ngày 31 tháng 1 năm 2018, OnePlus đã phát hành OxygenOS 5.0.3 dựa trên Android Oreo cho công chúng thông qua tải xuống OTA. Vào tháng 5 năm 2018, OnePlus đã ra mắt OnePlus 6 với OxygenOS dựa trên Android Oreo 8.1.
Vào ngày 29 tháng 10 năm 2018, OnePlus ra mắt OnePlus 6T với OxygenOS 9.0 dựa trên Android Pie.
Vào ngày 25 tháng 12 năm 2018, OnePlus đã phát hành OxygenOS 9.0.0 dựa trên Android Pie cho OnePlus 5/5T ra công chúng thông qua tải xuống OTA.
Vào ngày 21 tháng 9 năm 2019, OnePlus đã công bố phát hành OxygenOS phiên bản 10.0 dựa trên Android 10 cho OnePlus 7 và 7 Pro. Bản phát hành đầu tiên này được theo sau bởi các bản dựng dựa trên Android 10 cho các thiết bị cũ hơn sau này.
Vào ngày 06 tháng 8 năm 2022, OnePlus đã công bố OxygenOS 13 dựa trên Android 13. OxygenOS 13 đủ điều kiện cho điện thoại thông minh OnePlus 10 series đến OnePlus 8 series và một số điện thoại thông minh Nord.

## Thiết bị chạy trên OxygenOS
| Thiết bị                   | Phiên bản gốc                | Phiên bản có thể nâng cấp      |
| -------------------------- | ---------------------------- | ------------------------------ |
| OnePlus Series             |                              |                                |
| OnePlus One                | OxygenOS 1.0 (Android 5.0.1) | OxygenOS 2.1.4 (Android 5.1.1) |
| OnePlus 2                  | OxygenOS 2.0 (Android 5.1.1) | OxygenOS 3.5 (Android 6.0.1)   |
| OnePlus X                  | OxygenOS 2.0 (Android 5.1.1) | OxygenOS 3.1 (Android 6.0.1)   |
| OnePlus 3                  | OxygenOS 3.2 (Android 6.0.1) | OxygenOS 9.0 (Android 9)       |
| OnePlus 3T                 | OxygenOS 3.5 (Android 6.0.1) | OxygenOS 9.0 (Android 9)       |
| OnePlus 5                  | OxygenOS 4.5 (Android 7.1.1) | OxygenOS 10.0 (Android 10)     |
| OnePlus 5T                 | OxygenOS 4.5 (Android 7.1.1) | OxygenOS 10.0 (Android 10)     |
| OnePlus 6                  | OxygenOS 5.0 (Android 8.1)   | OxygenOS 11.1 (Android 11)     |
| OnePlus 6T                 | OxygenOS 9.0 (Android 9)     | OxygenOS 11.1 (Android 11)     |
| OnePlus 7 / 7 Pro          | OxygenOS 9.0 (Android 9)     | OxygenOS 12.0 (Android 12)     |
| OnePlus 7T / 7T Pro        | OxygenOS 10.0 (Android 10)   | OxygenOS 12.0 (Android 12)     |
| OnePlus 8 / 8 Pro          | OxygenOS 10.0 (Android 10)   | OxygenOS 13.0 (Android 13)     |
| OnePlus 9R                 | OxygenOS 10.0 (Android 10)   | OxygenOS 13.0 (Android 13)     |
| OnePlus 9 / 9 Pro          | OxygenOS 11.1 (Android 11)   | OxygenOS 13.0 (Android 13)     |
| OnePlus 10 Pro / 10R / 10T | OxygenOS 12.1 (Android 12)   | OxygenOS 13.0 (Android 13)     |
| OnePlus 11 / 11R           | OxygenOS 13.0 (Android 13)   | OxygenOS 13.0 (Android 13)     |
| OnePlus Nord Series        |                              |                                |
| OnePlus Nord               | OxygenOS 10.0 (Android 10)   | OxygenOS 12.1 (Android 12)     |
| OnePlus Nord N10 5G        | OxygenOS 10.5 (Android 10)   | OxygenOS 11.1 (Android 11)     |
| OnePlus Nord N100          | OxygenOS 10.5 (Android 10)   | OxygenOS 11.1 (Android 11)     |
| OnePlus Nord CE 5G         | OxygenOS 11.0 (Android 11)   | OxygenOS 12.1 (Android 12)     |
| OnePlus Nord N200 5G       | OxygenOS 11.0 (Android 11)   | OxygenOS 12.1 (Android 12)     |
| OnePlus Nord 2 5G          | OxygenOS 11.3 (Android 11)   | OxygenOS 12.1 (Android 12)     |
| OnePlus Nord CE 2 5G       | OxygenOS 11.3 (Android 11)   | OxygenOS 11.3 (Android 11)     |
| OnePlus Nord CE 2 Lite 5G  | OxygenOS 12.1 (Android 12)   | OxygenOS 12.1 (Android 12)     |
| OnePlus Nord N20 5G        | OxygenOS 11.3 (Android 11)   | OxygenOS 11.3 (Android 11)     |
| OnePlus Nord 2T            | OxygenOS 12.1 (Android 12)   | OxygenOS 12.1 (Android 12)     |
| OnePlus Pad Series         |                              |                                |
| OnePlus Pad                | OxygenOS 13.1 (Android 13)   | OxygenOS 13.1 (Android 13)     |

## Lịch sử
Vào tháng 7 năm 2021, OnePlus đã hợp nhất OxygenOS với ColorOS của Oppo. Phần mềm của cả hai công ty sẽ vẫn tách biệt và tiếp tục phục vụ các khu vực riêng lẻ của họ (OxygenOS cho điện thoại OnePlus trên toàn cầu, ColorOS trên các thiết bị OnePlus và Oppo tại Trung Quốc) nhưng chia sẻ một cơ sở mã chung, mà OnePlus cho biết sẽ chuẩn hóa trải nghiệm phần mềm của mình và hợp lý hóa quy trình phát triển cho các bản cập nhật OxygenOS trong tương lai.